# アスペン (コロラド州)
アスペン（Aspen）は、アメリカ合衆国コロラド州西部、ロッキー山中に位置する都市。同州ピトキン郡の郡庁所在地である。人口は7,004人（2020年国勢調査）。19世紀後期に銀鉱山の町として創設され、発展したが、1893年の恐慌の影響で銀の生産量は激減、街は寂れていった。しかし20世紀中盤に入ると、この地の良質な雪質を活かしたスキーリゾートとして生まれ変わった。20世紀後半に入ると、富裕層や芸能人などがアスペンに住居や別荘を構えるようになり、通りには高級ブランドのブティックが立ち並ぶ高級リゾート地となっていった。この地に住んだ著名人の中でも、カントリー歌手ジョン・デンバーは、コロラド州の州歌となっている「ロッキー・マウンテン・ハイ」をはじめ、アスペンを題材とした楽曲を数多く発表した。

## 歴史

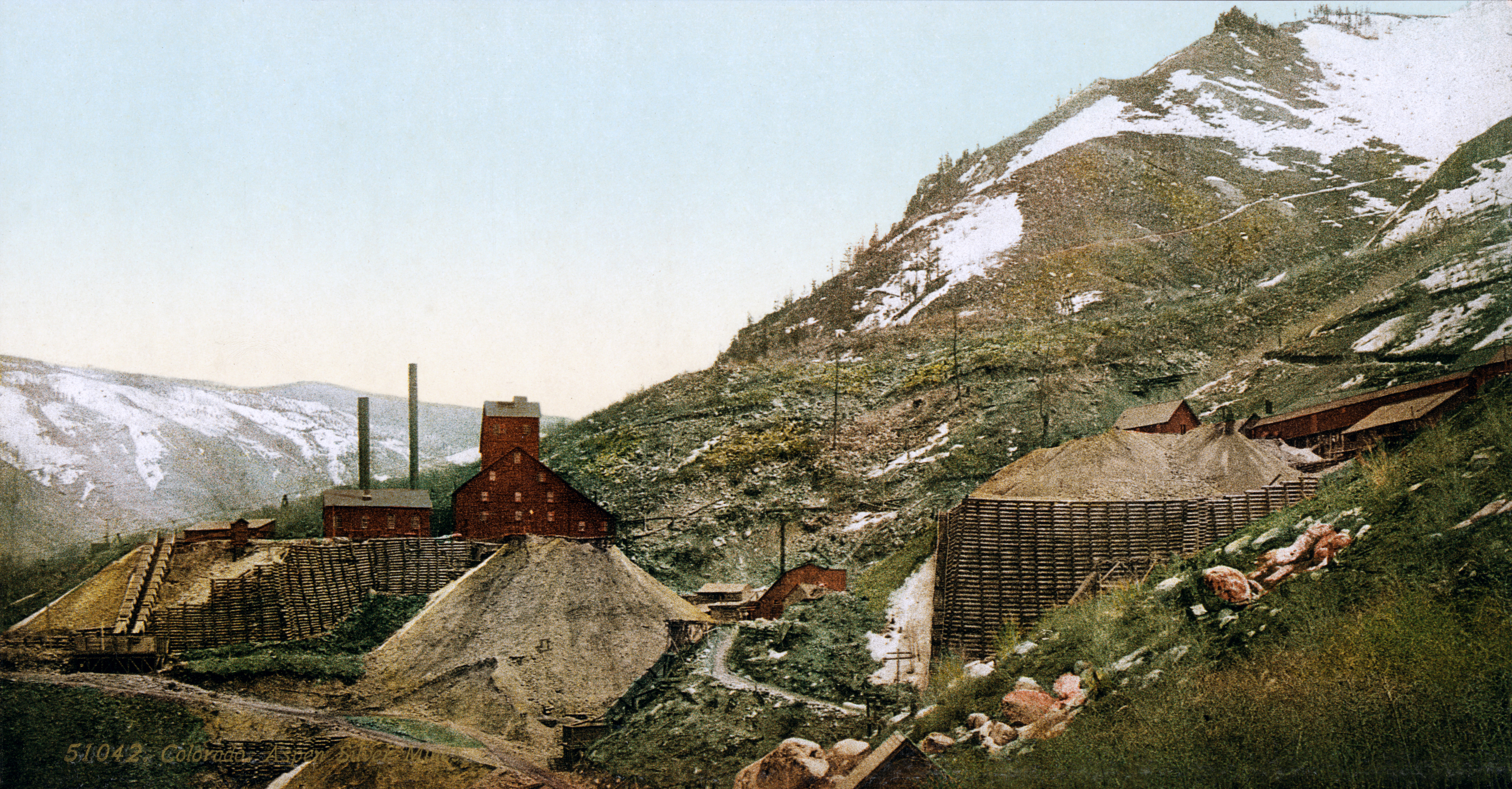
アスペンの銀鉱山、1898年

1879年、ユート族のネイティブ・アメリカンの蜂起に遭い、当時のコロラド州知事フレデリック・ピトキンの要請を無視して大陸分水嶺を渡って引き返した鉱夫たちは、この地にユート・シティという小さなコミュニティを創設した。翌1880年には、ユート・シティの名はこの周辺に深いヤマナラシの森があったことにちなみ、英語でヤマナラシを意味する「アスペン」（Aspen）に改められた。1881年4月1日には、アスペンは正式な市になった。1890年に銀購入法が施行されると、連邦政府による銀の購入がそれまでの2倍に増加し、市の人口は5,000人を超えた。ピーク時の1891-92年にかけては、アスペンは銀の生産量でレッドビルを抜き、全米最大の銀鉱生産地となった。1893年には、アスペンには銀行、病院、劇場2つ、オペラハウスが揃い、電灯も立てられていた。
しかし、銀鉱の街としての繁栄は長くは続かなかった。1893年に始まった恐慌を受けて、当時の大統領グロバー・クリーブランドは臨時の連邦議会を招集し、銀購入法を撤回した。その影響で、数週間も経たないうちにアスペンの銀鉱山の多くが閉山に追い込まれ、何千人もの鉱夫が失業した。銀を通貨として認める発議が出され、人民党はこれを重要議案の1つとして取り上げた。また、アスペンの地元新聞記者で、世論喚起者でもあった人民党系のデイビッド・ハンソン・ウエイトはコロラド州知事に就任した。しかし、この発議は可決されなかった。
その後も細々と銀鉱石の採掘は続けられたが、給与はカットされ、生産量は減り、街は寂れていった。1930年の国勢調査時には、市の人口は705人にまで減っていた。

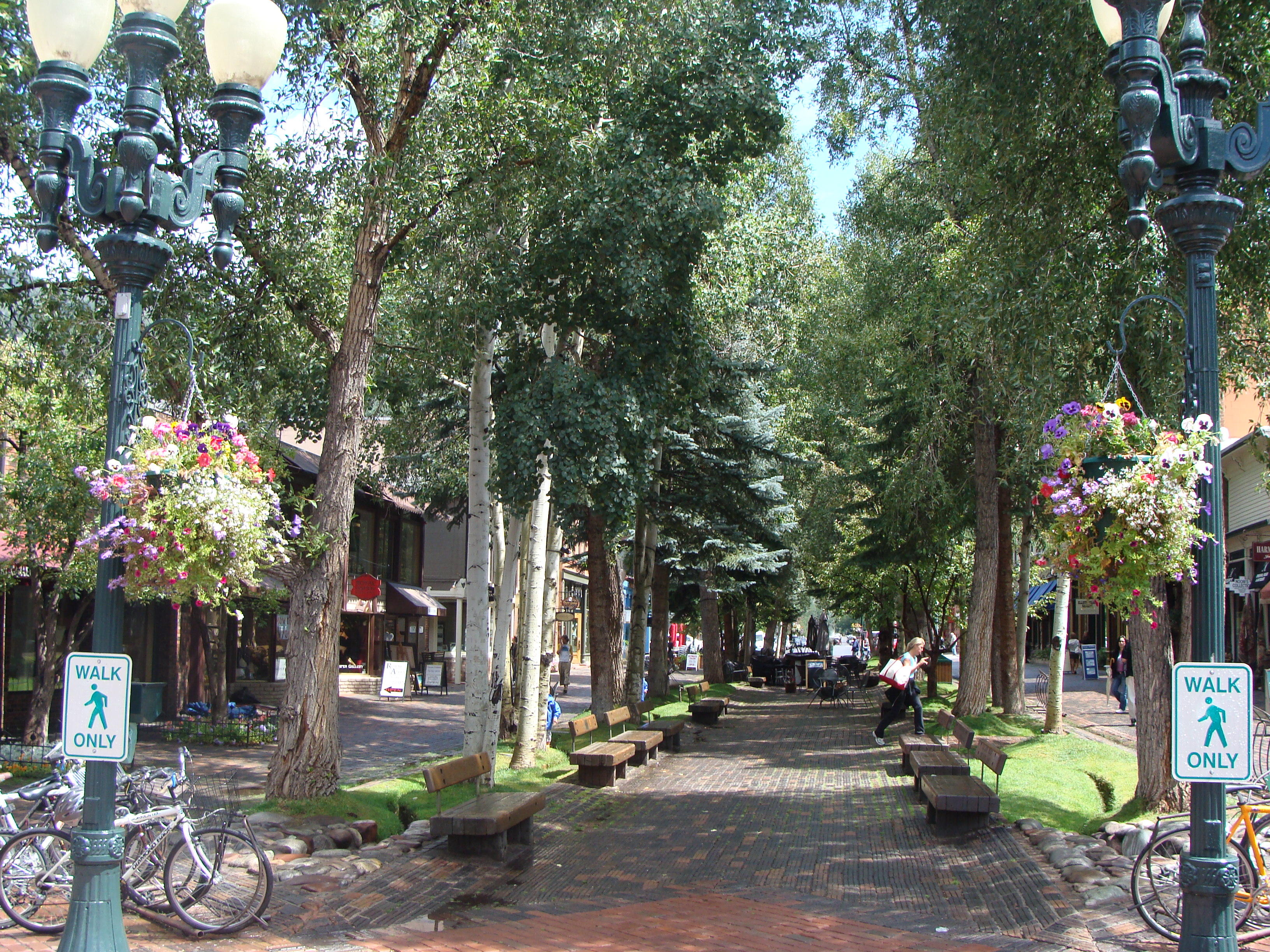
夏のアスペン市内の通り、2010年8月

しかし、銀鉱山の街としての地位を失ったアスペンに残った古い商業用の建物や住居、そして良質の雪がアスペン再生への鍵となった。1930年代に入ると、アスペンをスキーリゾートとして再生させる案が持ち上がった。しかし、第二次世界大戦の勃発によって最初の計画は中断された。終戦後、1946年にアスペン・スキーイング・コーポレーションが創設されると、アスペンはたちまちリゾート地として知られるようになり、1950年にはFIS世界選手権の開催地となった。1949年にはアスペン音楽祭・学校も始まり、文化の中心地としての発展も始まった。その後1958年にバターミルク・スキー場とアスペン・ハイランズ・スキー場が、1969年にスノーマス・スキー場が完成すると、アスペンはさらにスキーリゾートとしての発展を遂げた。
1970年代以降、アスペンは富裕層の住居や別荘が建ち並ぶ高級リゾート地に成長し、通りにはグッチ、プラダ、フェンディといった高級ブランドのブティックも軒を連ねるようになった。不動産価格は高騰し、家屋やコンドミニアムの平均価格は100万ドルを超えている。しかしその一方で、あまりにも不動産価格が高いため、昔からアスペンに住んでいた低所得・中所得者層はアスペン市内に住めなくなり、近隣の町に移住し、アスペンに通勤することを余儀なくされるようになった。

## 地理
アスペンは北緯39度11分32秒 西経106度49分28秒 / 北緯39.19222度 西経106.82444度に位置している。市はロッキー山中、コロラド川の支流の1つであるロアリングフォーク川の峡谷に位置し、北のレッド・マウンテン、東のスマッグラー・マウンテン、および南のアスペン・マウンテンと、三方を山に囲まれている。州都デンバーからは南南西へ直線距離で約180kmである。市中心部の標高は2,405mである。
アメリカ合衆国国勢調査局によると、アスペン市は総面積9.1km2（3.5mi2）で、全域が陸地である。
アスペンの気候は高山性で、気温の年較差と日較差がともに大きい。平均気温だけを見ると冷涼な夏と寒さの厳しい冬に特徴付けられる亜寒帯性の気候と言えるが、夏の日中は摂氏30度に達することこそまれではあるものの、最高気温の平均は25度を超え、平地よりは涼しいものの「冷涼」とまでは言えない。しかし夏でも夜になると冷え込み、摂氏10度を下回る。冬は氷点下に下がるのが常で、特に夜は平均でも氷点下10度を下回る。降水量は1年を通じて多くはないが、冬季には月間40-70cm程度の降雪が見られる。オリジナルのケッペンの気候区分では高山気候を区別しないため、計算上は亜寒帯湿潤気候（Dfb）にあてはまることになる。
|                   | 1月   | 2月   | 3月  | 4月  | 5月  | 6月  | 7月  | 8月  | 9月  | 10月 | 11月 | 12月  | 年    |
| ----------------- | ----- | ----- | ---- | ---- | ---- | ---- | ---- | ---- | ---- | ---- | ---- | ----- | ----- |
| 平均気温（℃）     | -6.7  | -5.6  | -1.7 | 3.9  | 8.9  | 13.3 | 16.7 | 15.6 | 11.7 | 6.7  | -1.1 | -5.0  | 4.4   |
| 平均最高気温（℃） | 1.1   | 2.8   | 6.1  | 11.7 | 17.8 | 23.3 | 26.7 | 25.6 | 21.7 | 15.6 | 7.2  | 2.8   | 13.3  |
| 平均最低気温（℃） | -14.4 | -13.3 | -9.4 | -3.9 | 0.0  | 3.3  | 6.7  | 6.1  | 2.2  | -2.2 | -8.9 | -12.8 | -3.9  |
| 降水量（mm）      | 45.7  | 45.7  | 45.7 | 43.2 | 40.6 | 27.9 | 38.1 | 40.6 | 35.6 | 35.6 | 35.6 | 38.1  | 472.4 |
| 降雪量（cm）      | 69.1  | 64.0  | 61.7 | 27.9 | 6.4  | 1.3  | -    | -    | 2.3  | 11.4 | 43.2 | 53.6  | 340.9 |

## 交通

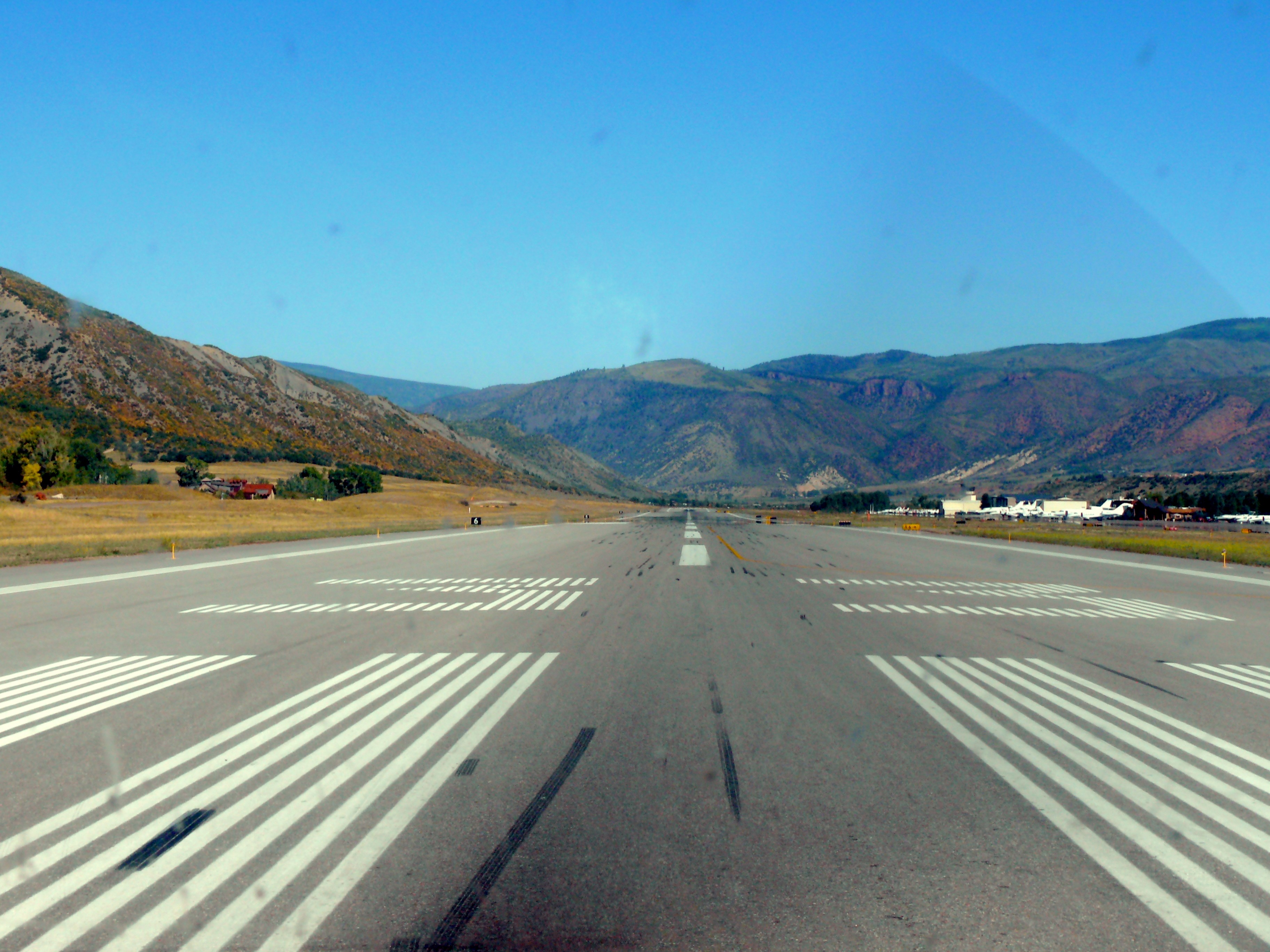
アスペン・ピットキン郡空港

アスペン・ピットキン郡空港が市の中心部から北西へ約5.5kmに立地している。この空港にはユナイテッド航空がデンバーからの便を通年運航しているほか、同社によるシカゴ・オヘア、ヒューストン・インターコンチネンタル、ロサンゼルス、サンフランシスコの各空港から、またデルタ航空によるソルトレイクシティからの季節運航便も就航している。
アスペンを通る唯一の都市間道路はコロラド州道82号線である。市街地はこの州道82号線に沿って広がっている。州間高速道路I-70には約65km北西のグレンウッドスプリングスで接続している。冬季にはアスペン以東は閉鎖され、アスペンに通ずる道は州道82号線のグレンウッドスプリングス方面のみとなる。このため、直線距離では約180kmのデンバーからは、I-70と州道82号線を経由して約320kmと2倍に近い道のりになり、車で約3時間半を要する。
アスペンにおける公共交通はロアリングフォーク交通局（RFTA）の運営する路線バスによってまかなわれている。RFTAのバスはアスペン市内や隣接するスノーマスビレッジのみならず、州道82号線沿いの都市・町村を経由し、グレンウッドスプリングスをもカバーしている。アスペン市内およびスノーマスビレッジの範囲内では無料で、その範囲を超えると有料となる。

## 人口推移
以下にアスペン市における1890年から2010年までの人口推移をグラフおよび表で示す。
| 統計年 | 人口    |
| ------ | ------- |
| 1890年 | 5,108人 |
| 1900年 | 3,303人 |
| 1910年 | 1,834人 |
| 1920年 | 1,265人 |
| 1930年 | 705人   |
| 1940年 | 777人   |
| 1950年 | 916人   |
| 1960年 | 1,101人 |
| 1970年 | 2,437人 |
| 1980年 | 3,678人 |
| 1990年 | 5,049人 |
| 2000年 | 5,914人 |
| 2010年 | 6,658人 |

## 姉妹都市
アスペンは以下7都市と姉妹都市提携を結んでいる。そのいずれもが、冬のリゾート地として著名な都市・町村である。
- ガルミッシュ＝パルテンキルヒェン（ドイツ）
- クイーンズタウン（ニュージーランド）
- サン・カルロス・デ・バリローチェ（アルゼンチン）
- 勝山市（日本・福井県）
- 占冠村（日本・北海道）
- シャモニー（フランス）
- ダボス（スイス）